# Manon Andreas-Grisebach

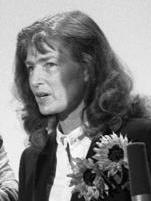
Manon Maren-Grisebach nach der Bundestagswahl 1983.

Ija Lazari-Pawłowska und Manon Andreas-Grisebach am II. Symposium der Internationalen Assoziation von Philosophinnen in Zürich, 1982.

Manon Andreas-Grisebach, früher Manon Maren-Grisebach (* 21. Januar 1931), ist eine deutsche Literaturwissenschaftlerin, Übersetzerin und ehemalige Politikerin.

## Leben
Andreas-Grisebach, Tochter der Kunsthistoriker Hanna und August Grisebach, wurde 1960 an der Universität Hamburg mit der Dissertation über Weltanschauung und Kunstform im Frühwerk Paul Kornfelds promoviert und war anschließend Dozentin an verschiedenen Hochschulen.
Von 1980 bis 1981 war sie Vorstandssprecherin der niedersächsischen Grünen. Im Oktober 1981 wurde sie gemeinsam mit Dieter Burgmann und Petra Kelly zur Bundesvorstandssprecherin der Partei Die Grünen gewählt. 1982 und 1983 nahm sie diese Position zusammen mit Rainer Trampert und Wilhelm Knabe ein. Von 1984 bis 1985 war sie auch Sprecherin im geschäftsführenden Landesvorstand der Grünen in Baden-Württemberg.
Sie ist nach wie vor publizistisch tätig und lebt in der Nähe von Klagenfurt.

## Schriften
- Methoden der Literaturwissenschaft. Francke, Bern 1970 (=Dalp-Taschenbücher 397). 11. Auflage: Francke, Tübingen u. a. 1998
- Paul Kornfeld. Revolution mit Flötenmusik und andere kritische Prosa 1916-1932. Lambert Schneider, Heidelberg 1971 (Sonderdruck, S. 287–322)
- Theorie und Praxis literarischer Wertung. Francke, München 1974 (= UTB Taschenbücher 310)
- Stellung beziehen. Einführung in ethische Probleme, Vandenhoeck und Ruprecht, Göttingen 1981, ISBN 3-525-77802-3
- Philosophie der Grünen. Olzog, München 1982, ISBN 3-7892-7172-1
- Eine Ethik für die Natur. Dem Weg eine neue Richtung geben. Fischer-Taschenbuch-Verlag, Frankfurt am Main 1994, ISBN 3-596-11955-3
- als Herausgeberin: Worte sind Vögel – mit ihnen davonfliegen. Naturgedichte aus fünf Jahrhunderten. Haag und Herchen, Frankfurt am Main 1999, ISBN 3-86137-852-3

### Übersetzungen
- Jean Genet: Der Seiltänzer. Ein Gedicht. Deutsch von Manon Grisebach. Merlin-Verlag, Hamburg 1963
- André Breton: Der Surrealismus und die Malerei. Übertragen von Manon Maren-Grisebach. Propyläen Verlag, Berlin 1967 (=Propyläen Monographien zur Kunst)